# Calliope
A Calliope a madarak (Aves) osztályának verébalakúak (Passeriformes) rendjébe, ezen belül a légykapófélék (Muscicapidae) családjába tartozó nem.

## Rendszertani besorolásuk
2003-ban, Edward C. Dickinson brit ornitológus azt állította, hogy a Luscinia madárnem nem monofiletikus csoport, azaz nem egy közös rendszertani őstől származó élőlények összességét alkotó nemről van szó. A múltévtizedben egy hatalmas méretű, DNS és molekuláris vizsgálatokból álló nemzetközi kutatás történt a madárrendszerezés terén. Az eredmények egy részét 2010-ben is kiadták; ebből pedig megtudtuk, hogy Dickinsonnak igaza volt. A kutatás eredményeként egyes madarakat átsoroltak, átrendszereztek. Ez történt a Luscinia nemmel is; belőle négy fajt áthelyeztek a Larvivora és másik négyet a szóban forgó Calliope madárnembe. Mindkét taxonnév már meg volt alkotva, úgyhogy a mai rendszerezők, csak újrahasznosították ezeket. A Larvivora-t, 1837-ben Brian Houghton Hodgson, brit természettudós alkotott meg, jelentése „lárvaevő”; míg a Calliope-t, 1836-ban John Gould, szintén brit ornitológus hozott létre, Kalliopé nevű múzsára utalva.
A mostani jól meghatározott kládban - melyben egyetlen közös őstől való valamennyi leszármazottja tartozik - a rubinbegyet (Calliope calliope) nevezték ki típusfajnak. Ugyanebből a kutatásból kitudódott, hogy a tűztorkú fülemüle és a feketetorkú fülemüle testvértaxonok - azaz nagyon közeli rokonok, viszont különálló fajok -, és nem színváltozatai ugyanannak a madárfajnak, mint ahogy azt korábban gondolták.

## Rendszerezés
A nembe az alábbi 5 faj tartozik:
- rubinbegy (Calliope calliope) (Pallas, 1776) - korábban Luscinia calliope; típusfaj
- feketetorkú fülemüle (Calliope obscura) (Berezowski & Bianchi , 1891) - korábban Luscinia obscura
- tűztorkú fülemüle (Calliope pectardens) (David, 1871) - korábban Luscinia pectardens
- fehérfarkú rubinbegy (Calliope pectoralis) (Gould, 1837) - korábban Luscinia pectoralis
- tibeti rubinbegy (Calliope tschebaiewi) (Prjevalsky, 1876) - korábban a fehérfarkú rubinbegy alfajaként volt besorolva Calliope pectoralis tschebaiewi alatt

## Fordítás
- Ez a szócikk részben vagy egészben  a   Calliope (genus) című angol Wikipédia-szócikk ezen változatának fordításán alapul.  Az eredeti cikk szerkesztőit annak laptörténete sorolja fel. Ez a jelzés csupán a megfogalmazás eredetét és a szerzői jogokat jelzi, nem szolgál a cikkben szereplő információk forrásmegjelöléseként.